# Eagle-Lion Films
 (avril 2013).
Si vous disposez d'ouvrages ou d'articles de référence ou si vous connaissez des sites web de qualité traitant du thème abordé ici, merci de compléter l'article en donnant les références utiles à sa vérifiabilité et en les liant à la section « Notes et références ».
Eagle-Lion Films est une société de production de cinéma fondée par  J. Arthur Rank. En 1947, elle acquiert PRC Pictures, une petite compagnie américaine et devient l'un des plus estimés producteurs de séries B, ou Poverty Row. Eagle-Lion est également un distributeur sous le nom d'Eagle-Lion Distributors Limited au Royaume-Uni et d'Eagle-Lion Films Inc. aux États-Unis. Son studio, relativement petit, se situe au 7950, Santa Monica Boulevard, à Hollywood, et a été depuis démoli. 
Entre 1946 et 1949, Eagle-Lion est sous contrôle d'Arthur Krim, qui, en plus de distribuer les films de la Rank et de David O. Selznick, y produit en plus ses propres séries B. En 1951, on offre à Krim la direction de United Artists.
Eagle-Lion acquiert le studio de PRC, racheté lui-même à Grand National Pictures, qui cessent leur activité en 1939. En 1954, Frederick Ziv achète Eagle-Lion pour ses Ziv Television Programs.